# Vorspeise

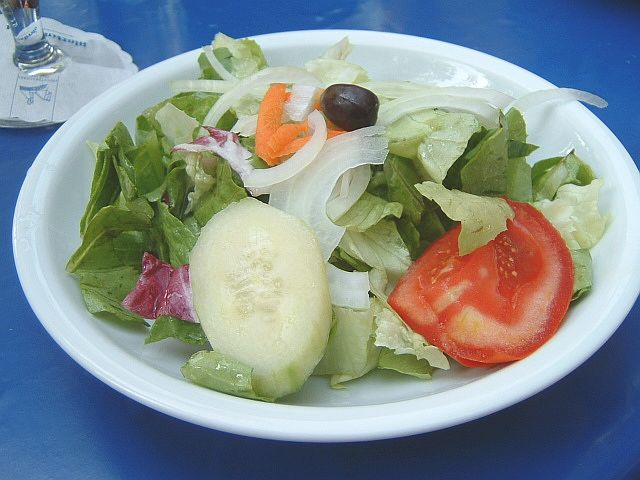
Ein Salat als Beispiel für eine kalte Vorspeise

Die Vorspeise (französisch première entrée, Horsd’œuvre, italienisch antipasto, englisch appetizer, starter) ist in der Kochkunst bei mehreren Speisenfolgen eine kleine Speise, die vor dem Hauptgericht verzehrt wird und mit der die Mahlzeit beginnt.

## Allgemeines
Vorspeisen sollen den ersten Hunger stillen und keinesfalls sättigen. In sich sollen sie abgerundet sein, aber dennoch Interesse auf den nächsten Gang wecken. Sie sollen den Appetit anregen (daher die englische Bezeichnung „appetizer“) und den Gaumen für die weiteren Gänge vorbereiten. Das französische „Horsd’œuvre“ ist in der klassischen französischen Küche eine in der Regel kalte Vorspeise, die noch vor Beginn der eigentlichen Menüfolge serviert wird, also noch vor der eigentlichen Vorspeise, dem „entrée“. Es ist das dritte Gericht, das nach der Vorspeise bzw. der Suppe und dem Fischgericht folgt und der Hauptspeise vorausgeht. In den USA bezeichnet Entrée meist das Hauptgericht.
In gehobenen Restaurants werden Vorspeisen eigens durch den Hors d’œuvrier zubereitet. Es kann auch bereits vor der Vorspeise zur Appetitanregung ein Amuse-Gueule (auch Amuse-Bouche oder Gruß aus der Küche genannt) serviert werden. Die meisten Vorspeisen sind einfach zuzubereiten, damit sie möglichst schnell serviert werden können.

## Geschichte
Bereits die Esskultur im Römischen Reich bestand aus Vorspeise (lateinisch antecenium, gustatio), Hauptgericht (lateinisch mensa prima) und Nachtisch (lateinisch savillum, secunda mensa). Viele Gastmahle sind aus jener Zeit überliefert wie das des Cornelius Lentulus oder Plinius’ des Jüngeren.
Die heute in der westlichen Welt übliche Menüfolge aus mehreren Gängen hintereinander ist vergleichsweise jung. Sie wurde erst im Verlauf des 19. Jahrhunderts allmählich üblich. Der russische Fürst Kurakin soll erstmals 1830 in Paris auf diese Weise ein Festbankett servieren lassen haben. Die Speisenfolge steigert sich im Geschmack (von pikant/stimulierend bis zu süß), in der Konsistenz (über flüssig/leicht bis zu beißfest und wieder leicht) und Vermischung oder Trennung der Speisebestandteile (vermischt bei Suppen, getrennt bei Hauptspeise bis vermischt bei Nachspeise).

## Arten und Inhalt
Unterschieden wird zwischen Kalt- und Warmspeisen. Die meist salzigen und als Auftakt eines mehrgängigen Menüs gereichten Vorspeisen sind sehr abwechslungsreich. Von Appetithäppchen, Kaltschalen, Lachshäppchen, gefülltem Gemüse über edle Pasteten, rustikale Terrinen, Canapés bis hin zu Reispäckchen und gefülltem Blätterteig ist alles möglich. Die Menge der Vorspeise ist bis auf ungefähr 150 Gramm pro Person begrenzt, damit keine vollständige Sättigung eintritt.

## Internationale Gerichte
Internationale Gerichte kommen meist aus einer bestimmten Region, ihre Kochrezepte werden jedoch einheitlich übernommen. Vorspeisen sind europäische Küchentradition und außerhalb Europas oft als Adaption übernommen worden. Sie haben in den verschiedenen internationalen Küchen einen recht unterschiedlichen Stellenwert. Vorspeisen können so umfangreich sein, dass auf eine Hauptspeise verzichtet werden kann wie bei der Mezze in Vorderasien.
Typische internationale Vorspeisen sind unter anderem Bruschetta, Carpaccio, Consommé, Dips, Fingerfood (Canapés), Gazpacho, Pfannkuchen (Crêpe), kleiner Salat (Caesar Salad, Nizza-Salat, Waldorfsalat), Tapas, Tsatsiki oder Suppen (Fischsuppen, Gemüsesuppen, Hühnersuppen, Zwiebelsuppen). Letztere sind eigentlich keine Vorspeisen, sondern stellen in der Speisenfolge einen eigenen Gang dar.